# Didymoglossum ekmanii
Didymoglossum ekmanii är en hinnbräkenväxtart som först beskrevs av Jan Gerard Wessels Boer, och fick sitt nu gällande namn av Ebihara och Dubuisson. Didymoglossum ekmanii ingår i släktet Didymoglossum och familjen Hymenophyllaceae. Inga underarter finns listade.